# Martina Zubčić
Martina Zubčić (ur. 3 czerwca 1989 w Zagrzebiu) – chorwacka zawodniczka w taekwondo, zdobywczyni brązowego medalu Igrzysk Olimpijskich w Pekinie.